# أشلي هال
أشلي هال (بالإنجليزية: Ashley Hall)‏ هو مغني أمريكي، ولد في 3 يناير 1959.

## وصلات خارجية
- أشلي هال على موقع IMDb (الإنجليزية)
- أشلي هال على موقع قاعدة بيانات الفيلم (الإنجليزية)